# Broderick Washington Jr.
(en) Statistiques sur pro-football-reference
Broderick Washington Jr., né le 4 décembre 1996, est un joueur américain de football américain qui évolue au poste de defensive end. Il joue avec la franchise des Ravens de Baltimore en National Football League (NFL).

## Carrière professionnelle

### Ravens de Baltimore
Il est sélectionné en 170e choix global lors du cinquième tour de la draft 2020 de la NFL par la franchise des Ravens de Baltimore et y signe son contrat le 5 mai 2020. Les Ravens avaient obtenu ce choix de draft en contrepartie du transfert de Kaare Vedvik vers les Vikings du Minnesota.

## Vie privée
Il est arrêté et inculpé de six chefs d'accusation de destruction de biens le 14 mars 2021, la police ayant déclaré qu'il avait fracturé cinq voitures.